# Mulleskogen
Mulleskogen är ett kommunalt naturreservat i Perstorps kommun i Skåne län.
Området är naturskyddat sedan 2012 och är 21 hektar stort. Reservatet ligger strax norr om Perstorp och gränsar i sydväst till naturreservatet Uggleskogen. Det består av blandlövskog, alsumpskog och planterad granskog. Här finns också karpdammar.